# MeMo (lesmethode)
Memo is een lesmethode geschiedenis in het Nederlandse voortgezet onderwijs. De methode biedt lesmateriaal voor alle leerjaren van vmbo, havo en vwo. Memo omvat materiaal voor leerlingen (handboeken, werkboeken, digitale leermiddelen) en ondersteunend materiaal voor docenten (onder andere toetsen en handleidingen).